# Скленар, Юрай
Юрай Скленар (словац. Juraj Sklenár, лат. Georgius Szklenár, 20 февраля 1744 или 28 февраля 1745, Левоча, Венгерское королевство — 30 или 31 января 1790, Прессбург, Венгерское королевство) — словацкий историк и педагог, католический священник.

## Биография
Юрай Скленар родился в Тибе, усадьбе недалеко от Левочи. Скленар вступил в общество иезуитов послушником в 1764 году и стал доктором философии. Он работал в Левоче, Трнаве, Прешове и Кошице. После запрещения ордена иезуитов Скленар работал профессором риторики и заместителем директора главной королевской гимназии в Прессбурге (ныне Братислава). В числе произведений Скленара — латинские оды и эпизодические выступления, связанные с его педагогической позицией. В 1770-х годах он уже был известен среди ученых. В «Географическом лексиконе Венгерского королевства» (1876 г.) он упоминается как гордость Прессбурга:58. Скленар вместе с Юраем Папанеком, Юраем Фандли и Самуилем Тимоном создал первые научные труды о древнейшей истории словаков. Словацкие историки просвещения уже обратили внимание на Великую Моравию и миссию Свв. Кирилла и Мефодия, но ещё не заняли решающей позиции. В 1784 году Скленар опубликовал свой самый важный труд «Vetustissimus magnae Moraviae situs et primus in eam Hungarorum ingressus et incursus, geographice, historice, critice descriptus». Он попытался отделить историю Великой Моравии от истории Словакии и предположил, что её центр располагался в Сремской Митровице. Его слова об «оккупации родины» венграми, привели к националистическим спорам с венгерским историком Иштваном Катоной.
Согласно Ричарду Марсине, несмотря на созданную им альтернативную теорию, Скленар принадлежал к числу наиболее квалифицированных и критически настроенных историков поколений Бернолака:3.

## Труды
- Oratio inauguralis occasione instauratarum Posonii litterarum. (1776)
- Synchronisticon Josepho e comitibus Battyány S. R. I. principi et primato Hungariae. (1776)
- Onomasticon honoribus Mariae Theresiae. (1777)
- Origo er genealogia Illustris Battyaniorum Gentis. (1778)
- Rariora naturae monumenta in Hungaria occuratia. — Posonii : Typ. I. M. Landerer, 1780. 39 s.
- Laudatio funebris in exequiis Antonii Mancini professoris Posoniensis.U. ott, 1783.
- Vetustissimus magnae Moraviae situs et primus in eam Hungarorum ingressus et incursus, geographice, historice, critice descriptus. (1784).
- Georgii Papanek compendiata historia gentis Slavae, per Georgium Fándy cum notis G. Szklenar.— Tyrnaviae, 1793.
- Hypercriticon examinis vetustissimi m. Moraviae situs et vindiciarum anonymi Belae regis scribae (St. Katona). (1788)
- Onomasticon honoribus M. Theresiae Aug. Hung. Reginae.
- Oratio inaug. in Regio Posoniensi Gymnasio habita 1777 (scientias in Hungaria instauratas novumque systema introductum).
- Ode in adventum Clementis AA. et Electoris Trevirensis.
- Ode in reditum Josephi II. Parisiis.
- Ode in reditum com. Francisci Balassa e commissione regia.
- Oratio quam pro die 13. Maji 1780. dum sub praesidio comitis Balassa reg. Tallosiense orphanotrophium Szemptzini collocaretur adornavit.